# Linda Plotkin
Linda Plotkin (nascida em 1938) é uma gravurista americana.
O seu trabalho encontra-se incluído nas colecções do Museu Smithsoniano de Arte Americana, do Metropolitan Museum of Art, do Art Institute of Chicago e do Museu de Arte Moderna (Nova Iorque).